# Bloodride
Bloodride (norska: Blodtur) är en norsk skräckserie från 2020. Första säsongen består av sex fristående avsnitt. För regin har bland annat Atle Knudsen och Geir Henning Hopland svarat. Kjetil Idregard har skrivit seriens manus.
Serien har svensk premiär på Netflix den 13 mars 2020.

## Handling
Serien handlar om ett antal passagerare på buss som färdas mot ett okänt och otäckt mål.  Serien beskrivs som fylld av mysterier, oväntade situationer och vändningar, paradoxer och sjuk humor.

## Rollista (i urval)[2]
- Ine Marie Wilmann
- Bjørnar Teigen
- Emma Spetalen Magnusson
- Torfinn Nag
- Ellen Bendu
- Numa Edema Norderhaug
- Stig Amdam
- Dagny Backer Johnsen
- Harald Rosenstrøm
- Benjamin Helstad
- Erlend Rødal Vikhagen